# Collonges (Ain)
Collonges és un municipi francès situat al departament de l'Ain i a la regió d'Alvèrnia-Roine-Alps. L'any 2007 tenia 1.421 habitants.

## Demografia

### Població
El 2007 la població de fet de Collonges era de 1.421 persones. Hi havia 547 famílies de les quals 141 eren unipersonals (72 homes vivint sols i 69 dones vivint soles), 128 parelles sense fills, 222 parelles amb fills i 56 famílies monoparentals amb fills.
La població ha evolucionat segons el següent gràfic:
Habitants censats

### Habitatges
El 2007 hi havia 656 habitatges, 559 eren l'habitatge principal de la família, 35 eren segones residències i 63 estaven desocupats. 469 eren cases i 186 eren apartaments. Dels 559 habitatges principals, 360 estaven ocupats pels seus propietaris, 189 estaven llogats i ocupats pels llogaters i 9 estaven cedits a títol gratuït; 2 tenien una cambra, 55 en tenien dues, 91 en tenien tres, 149 en tenien quatre i 263 en tenien cinc o més. 476 habitatges disposaven pel capbaix d'una plaça de pàrquing. A 222 habitatges hi havia un automòbil i a 309 n'hi havia dos o més.

### Piràmide de població
La piràmide de població per edats i sexe el 2009 era:
| Homes | Edats   | Dones |
| ----- | ------- | ----- |
| 0     | 95 o +  | 0     |
| 0     | 90 a 94 | 0     |
| 12    | 85 a 89 | 20    |
| 12    | 80 a 84 | 8     |
| 12    | 75 a 79 | 32    |
| 8     | 70 a 74 | 12    |
| 0     | 65 a 69 | 8     |
| 16    | 60 a 64 | 4     |
| 24    | 55 a 59 | 44    |
| 20    | 50 a 54 | 40    |
| 56    | 45 a 49 | 32    |
| 32    | 40 a 44 | 44    |
| 48    | 35 a 39 | 52    |
| 64    | 30 a 34 | 68    |
| 36    | 25 a 29 | 48    |
| 24    | 20 a 24 | 16    |
| 44    | 15 a 19 | 32    |
| 48    | 10 a 14 | 24    |
| 28    | 5 a 9   | 92    |
| 32    | 0 a 4   | 48    |

## Economia
El 2007 la població en edat de treballar era de 942 persones, 773 eren actives i 169 eren inactives. De les 773 persones actives 718 estaven ocupades (395 homes i 323 dones) i 55 estaven aturades (25 homes i 30 dones). De les 169 persones inactives 37 estaven jubilades, 58 estaven estudiant i 74 estaven classificades com a «altres inactius».

### Ingressos
El 2009 a Collonges hi havia 675 unitats fiscals que integraven 1.713 persones, la mediana anual d'ingressos fiscals per persona era de 23.061 €.

### Activitats econòmiques
Dels 51 establiments que hi havia el 2007, 1 era d'una empresa alimentària, 2 d'empreses de fabricació d'altres productes industrials, 14 d'empreses de construcció, 8 d'empreses de comerç i reparació d'automòbils, 4 d'empreses de transport, 3 d'empreses d'hostatgeria i restauració, 3 d'empreses financeres, 2 d'empreses immobiliàries, 4 d'empreses de serveis, 9 d'entitats de l'administració pública i 1 d'una empresa classificada com a «altres activitats de serveis».
Dels 17 establiments de servei als particulars que hi havia el 2009, 1 era una gendarmeria, 1 oficina de correu, 2 oficines bancàries, 2 paletes, 2 guixaires pintors, 1 fusteria, 3 lampisteries, 3 electricistes, 1 perruqueria i 1 restaurant.
Dels 4 establiments comercials que hi havia el 2009, 1 era una botiga de més de 120 m², 1 una botiga de menys de 120 m², 1 una fleca i 1 una llibreria.
L'any 2000 a Collonges hi havia 9 explotacions agrícoles.

## Equipaments sanitaris i escolars
L'únic equipament sanitari que hi havia el 2009 era una farmàcia.
El 2009 hi havia una escola elemental.

## Poblacions més properes
El següent diagrama mostra les poblacions més properes.